# Ружичич-Бенедек, Далма
Далма Ружичич-Бенедек (венг. Dalma Ružičić-Benedek, серб. Далма Ружичић-Бенедек; 21 февраля 1982, Будапешт) — венгерская и сербская гребчиха-байдарочница, в период 2003—2012 выступала за сборную Венгрии, начиная с 2013 года представляет Сербию. Участница летних Олимпийских игр в Рио-де-Жанейро, семикратная чемпионка мира, девятикратная чемпионка Европы, чемпионка первых Европейских игр в Баку, победительница многих регат национального и международного значения.

## Биография
Далма Бенедек родилась 21 февраля 1982 года в Будапеште.
Первого серьёзного успеха на взрослом международном уровне добилась в 2003 году, когда попала в основной состав венгерской национальной сборной и побывала на чемпионате мира в американском Гейнсвилле, откуда привезла награду золотого достоинства, выигранную в зачёте двухместных байдарок на дистанции 1000 метров вместе с напарницей Тимеа Пакши. Год спустя в двойках на пятистах метрах одержала победу на чемпионате Европы в польской Познани, ещё через год на аналогичных соревнованиях в той же Познани получила серебро в полукилометровой программе байдарок-четвёрок. Кроме того, в этом сезоне стала серебряной и бронзовой призёршей на чемпионате мира в хорватском Загребе, в одиночках на тысяче метрах и в четвёрках на пятистах метрах соответственно.
В 2006 году Бенедек добавила в послужной список две золотые медали, выигранные на европейском первенстве в чешском Рачице, и две золотые медали, полученные на домашнем мировом первенстве в Сегеде — в зачёте одиночных байдарок на дистанциях 500 и 1000 метров. В следующем сезоне на чемпионате Европы в испанской Понтеведре была лучшей в двойках на пятистах метрах и в четвёрках на тысяче метрах, тогда как на чемпионате мира в немецком Дуйсбурге трижды поднималась на пьедестал почёта: удостоилась серебряных наград в полукилометровых гонках двоек и четвёрок, а также взяла золото в километровой программе четвёрок. В 2008 году на европейском первенстве в Милане пополнила медальную коллекцию двумя золотыми наградами и одной серебряной.
На чемпионате Европы 2009 года в немецком Бранденбурге Бенедек получила серебро в четвёрках на пятистах метрах, в то время на чемпионате мира в канадском Дартмуте завоевала в той же дисциплине золото и дополнительно выиграла бронзу в двойках на тысяче метрах. Год спустя на мировом первенстве в Познани со своим экипажем одолела всех соперниц в пятисотметровых состязаниях байдарок-четвёрок, на следующем первенстве мира в 2011 году в Сегеде повторила это достижение. Пыталась пройти отбор на летние Олимпийские игры 2012 года в Лондоне, но не смогла этого сделать из-за слишком высокой конкуренции в команде.
Не сумев отобраться на Олимпиаду, Далма Ружичич-Бенедек приняла решение перейти в национальную сборную Сербии, команду своего мужа и личного тренера Душана Ружичича. Она дебютировала за сербскую сборную в 2013 году на этапе Кубка мира в Сегеде и сразу же завоевала здесь золотую медаль в полукилометровом зачёте одиночных байдарок. Помимо этого, привезла две золотые медали с чемпионата Европы в португальском городе Монтемор-у-Велью, выигранные в одиночках на пятистах и тысяче метрах. В следующем сезоне в одиночках на километре стала бронзовой призёршей на мировом первенстве в Москве, ещё через год получила серебро на аналогичных соревнованиях в Милане и две бронзы на европейском первенстве в Рачице — вместе с новой партнёршей Милицей Старович. Находясь в числе лидеров гребной команды Сербии, благополучно прошла квалификацию на Европейские игры 2015 года в Баку, где с той же Старович завоевала золотую медаль в двойках на пятистах метрах.
Находясь в числе лидеров сербской национальной сборной, Ружичич-Бенедек благополучно прошла отбор на Олимпийские игры 2016 года в Рио-де-Жанейро. В зачёте четырёхместных байдарок на дистанции 500 метров стартовала в составе экипажа, куда помимо неё вошли также гребчихи Оливера Молдован, Николина Молдован и Милица Старович — в предварительном квалификационном заезде они заняли последнее восьмое место, а в полуфинале предпоследнее пятое — попали, таким образом, в утешительный финал «Б», где в гонке из шести экипажей пришли к финишу последними и расположились в итоговом протоколе соревнований на четырнадцатой строке. Также Далма стартовала здесь в одиночках на пятистах метрах и заняла итоговое седьмое место.